# Democracia Nacional (Polonia)
Democracia Nacional (en polaco: Narodowa Demokracja, también conocida por su abreviatura ND como Endecja; pronunciación en polaco: /ɛn̪ˈd̪ɛt̪͡s̪jä/) fue un movimiento político polaco activo desde la segunda mitad del siglo XIX bajo las particiones extranjeras del país hasta el final de la Segunda República polaca. Dejó de existir después de la invasión germano-soviética de Polonia de 1939.
En su larga historia, Democracia Nacional pasó por varias etapas de desarrollo. Creado con la intención de promover la lucha por la soberanía de Polonia contra los regímenes imperialistas represivos, el movimiento adquirió su carácter derechista nacionalista tras el retorno a la independencia. Uno de sus fundadores e ideólogo principal fue Roman Dmowski; otros padres ideológicos del movimiento fueron Zygmunt Balicki y Jan Ludwik Popławski.
El principal bastión de Democracia Nacional fue la Gran Polonia (Polonia occidental), donde gran parte del impulso inicial del movimiento derivó de los esfuerzos por contrarrestar la política de germanización de la Alemania imperial de sus posesiones territoriales polacas. Más tarde, el ND se centraría en contrarrestar lo que consideraba una competencia económica de los judíos polacos con los polacos católicos. El apoyo del partido estaba formado por la intelectualidad étnicamente polaca, la clase media baja urbana, algunos elementos de la gran clase media y su amplio movimiento juvenil.
Durante la Segunda República en el período de entreguerras, el ND fue un firme defensor de la polonización de la minoría alemana del país y de otras poblaciones no polacas (bielorrusas, lituanas y ucranianas) en las regiones fronterizas orientales de Polonia (los «Kresy»). Con el fin de la Segunda Guerra Mundial y la ocupación del país por la Unión Soviética y su régimen títere socialista, el movimiento Democracia Nacional dejó de existir de hecho.

## Orígenes

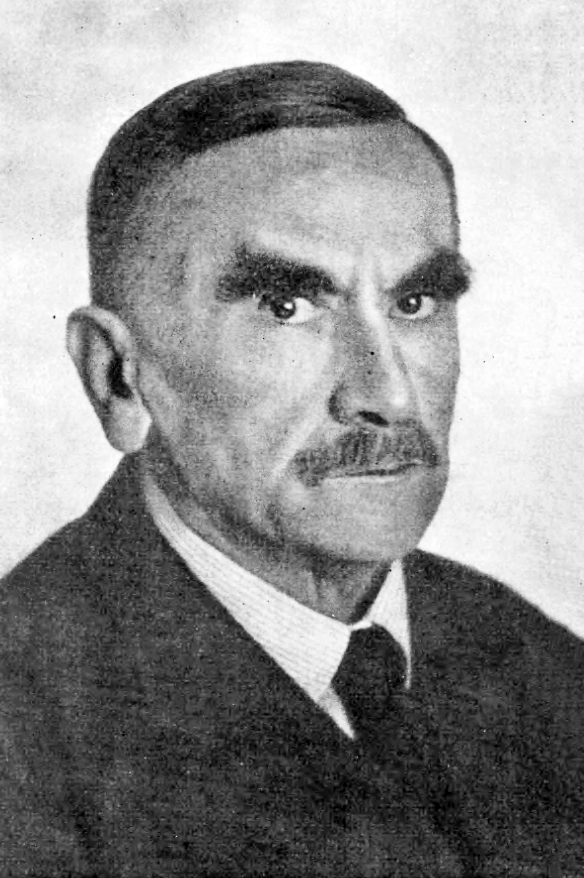
Roman Dmowski, principal figura de la derecha nacionalista polaca en el periodo de entreguerras y rival político de Józef Piłsudski.

Los orígenes de Endecja se podrían remontar a la derrota del Levantamiento de Enero en 1864 y a la era del positivismo en Polonia. Después de que el alzamiento, el último de una serie de sublevaciones durante el siglo XIX, fuese aplastado sangrientamente por los países que se habían repartido Polonia el siglo anterior, la nueva generación de patriotas y políticos polacos decidió que la independencia polaca no se obtendría en el campo de batalla, sino mediante la educación y la cultura.
En 1886 la organización secreta Liga Polska fue fundada y en 1893 fue renombrada como Liga Narodowa. Desde 1895, la Liga publicó su propio periódico (Przegląd Wszechpolski), y a partir de 1897 contó un partido político oficial, el Stronnictwo Narodowo-Demokratyczne. A diferencia del Partido Socialista Polaco, Endecja abogó por las negociaciones pacíficas.
Durante la Primera Guerra Mundial, mientras que el PPS, bajo la influencia de Józef Piłsudski, apoyó a las Potencias Centrales, el Endecja se alió primero con el Imperio ruso (apoyando la creación de la Legión Puławski), y después, con Occidente (apoyando al Ejército Azul). Después del final de la Gran Guerra, muchos políticos de Endecja tenían mucha más influencia en el exterior que en Polonia, dada la dificultad de comunicaciones entre los exiliados en occidente y los territorios polacos, ocupados por Alemania. Esto los forzó a compartir su poder con Piłsudski, que tenía mucho más apoyo entre los militares. No obstante, debido a su influencia en el extranjero, los políticos de la Endecja como Dmowski y Ignacy Jan Paderewski pudieron ganar apoyo para algunas de las peticiones polacas en la Conferencia de Paz de París de 1919 y el Tratado de Versalles.
La postura antisemita del partido, que defendía la eliminación forzosa o la emigración en masa de la población judía de los territorios que consideraba polacos no ayudó, sin embargo, a la causa nacionalista polaca defendida por el Comité Nacional Polaco (KNP), formado exclusivamente por políticos nacional-demócratas y, desde comienzos de 1919, reconocido como representante oficial de Polonia en la conferencia de paz. Su hostilidad hacia la representación de las minorías (alemana, lituana, bielorrusa y ucraniana, principalmente), tampoco era bien vista por los políticos de la Entente, especialmente por los norteamericanos y británicos.

## Segunda República polaca

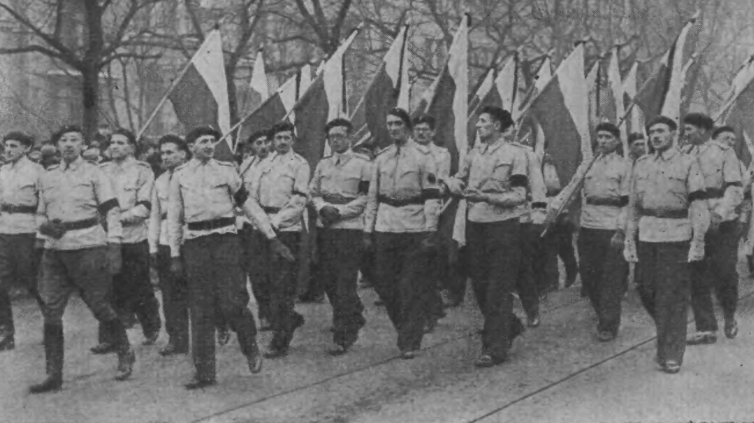
Miembros uniformados del Partido Nacional durante el funeral de Dmowski en Varsovia, 1939.

En la nueva Segunda República polaca Endecja fue representada primero por el partido Związek Ludowo-Narodowy, y desde 1928 por Stronnictwo Narodowe. Entre las principales características de las políticas de Endecja estaban la confrontación por la polonización: fueron políticos de Endecja como Dmowski y Grabski los que contribuyeron a la derrota de la federación de Międzymorze de Piłsudski, la alianza con Symon Petlura, y la enajenación de las minorías étnicas en Polonia.
Después del Golpe de Mayo de Piłsudski de 1926, el Endecja se encontró en oposición constante al gobierno de la Sanacja, el movimiento político de Piłsudski. Para luchar con el movimiento Sanacja, el Endecja creó la organización Obóz Wielkiej Polski.

## La Segunda Guerra Mundial
Durante la Segunda Guerra Mundial se convirtió en parte de una coalición que formó el Gobierno de Polonia en el exilio. estuvo estrechamente ligado a las controvertidas Narodowe Siły Zbrojne (Fuerzas Armadas Nacionales), una organización clandestina que se convirtió en una parte pequeña del movimiento de resistencia polaco. Debido a las políticas contra las minorías de Endecja, sus organizaciones armadas fueron utilizadas para el combate no solamente contra la Alemania nazi, sino también contra la Unión Soviética y las organizaciones de varias minorías polacas. Por ello, ganaron poco apoyo y muchos enemigos.

## Después de la guerra
Después del fin de la guerra, cuando Polonia se encontró bajo el control de los comunistas polacos y de la Unión Soviética, los restos de Endecja bien emigraron al oeste o continuaron su vana lucha contra la ocupación soviética.

## Polonia moderna
Después de la caída del comunismo, cuando Polonia se convirtió en un país democrático, varios partidos políticos intentaron restablecer algunas tradiciones del movimiento Endecja. Actualmente el único partido significativo que se declara sucesor de Endecja es la Liga Polskich Rodzin, fundada en 2001. Desde entonces, en varias elecciones, el partido ha ganado entre el 8 % al 16 % de los votos.

## Miembros destacados
- Roman Dmowski
- Jędrzej Giertych
- Jan Ludwik Popławski
- Zygmunt Balicki
- Marian Seyda
- Ignacy Chrzanowski
- Władysław Konopczyński
- Stanisław Kozicki
- Leon Mirecki
- Adam Doboszyński
- Roman Rybarski
- Zygmunt Wasilewski
- Władysław Grabski
- Stanisław Grabski
- Jan Mosdorf
- Feliks Koneczny
- Józef Haller
- Tadeusz Rozwadowski
- Wojciech Korfanty
- Maurycy Zamoyski
- Józef Świeżyński